# Riacho Jurema
Riacho Jurema är ett periodiskt vattendrag i Brasilien.   Det ligger i delstaten Ceará, i den östra delen av landet, 1 600 km nordost om huvudstaden Brasília.
Omgivningarna runt Riacho Jurema är huvudsakligen savann. Runt Riacho Jurema är det glesbefolkat, med 18 invånare per kvadratkilometer.